# Ualabi boscà negre
El ualabi boscà negre (Dorcopsis atrata) és una espècie de marsupial de la família dels macropòdids. És endèmic de Papua Nova Guinea. El seu hàbitat natural són els boscos secs tropicals o subtropicals. Està amenaçat per la pèrdua d'hàbitat.